# Super Zaxxon
Ne doit pas être confondu avec Zaxxon Super Game.
Super Zaxxon (スーパーザクソン) est un jeu vidéo d'action de type shoot 'em up en 3D isométrique sorti en novembre 1982 sur borne d'arcade, puis sur Apple II en Amérique du Nord en 1984. Le jeu a été développé et édité par Sega. Il fait partie de la série Zaxxon.
Le jeu a été réédité par Sega sur Atari 8-bit, Commodore 64 et PC booter entre 1984 et 1985, sauf au Royaume-Uni où U.S. Gold s'est chargée de l'édition des versions Atari et C64, dont les portages ont été effectués par HesWare. Aux États-Unis, ces trois portages ont été distribués par Simon & Schuster Interactive.

## Système de jeu
Le joueur contrôle un vaisseau spatial et doit abattre ses ennemis pour obtenir des points, tout en évitant les obstacles et tirs adverses.
Fonctionnant sur une base matérielle identique au Zaxxon original et doté d'un gameplay légèrement plus rapide ainsi que d'une difficulté plus élevée, le système de jeu de Super Zaxxon est similaire à son prédécesseur. Comme lui, le jeu utilise la perspective isométrique, où le joueur peut non seulement contrôler les mouvements latéraux du vaisseau, mais également ajuster sa hauteur. Le scrolling est donc diagonal.
Les graphismes sont néanmoins différents du premier épisode, toutes les missions se déroulant cette fois sur une base d'astéroïdes. Il n'y a donc aucune bataille spatiale, contrairement au premier volet. En revanche, la structure du jeu est la même, tout comme les objectifs de mission. De nouveaux adversaires font leur apparition, tels que les tourelles indestructibles du niveau 1 et le Mine Layer du niveau 2. Contrairement au premier jeu où le joueur est confronté, lors de la bataille finale, au « Zaxxon », une énorme machine mobile, dans cette suite il doit affronter trois robots dragons. La machine « Zaxxon » n'apparait pas dans cet épisode.